# Donald McLean (Politiker)

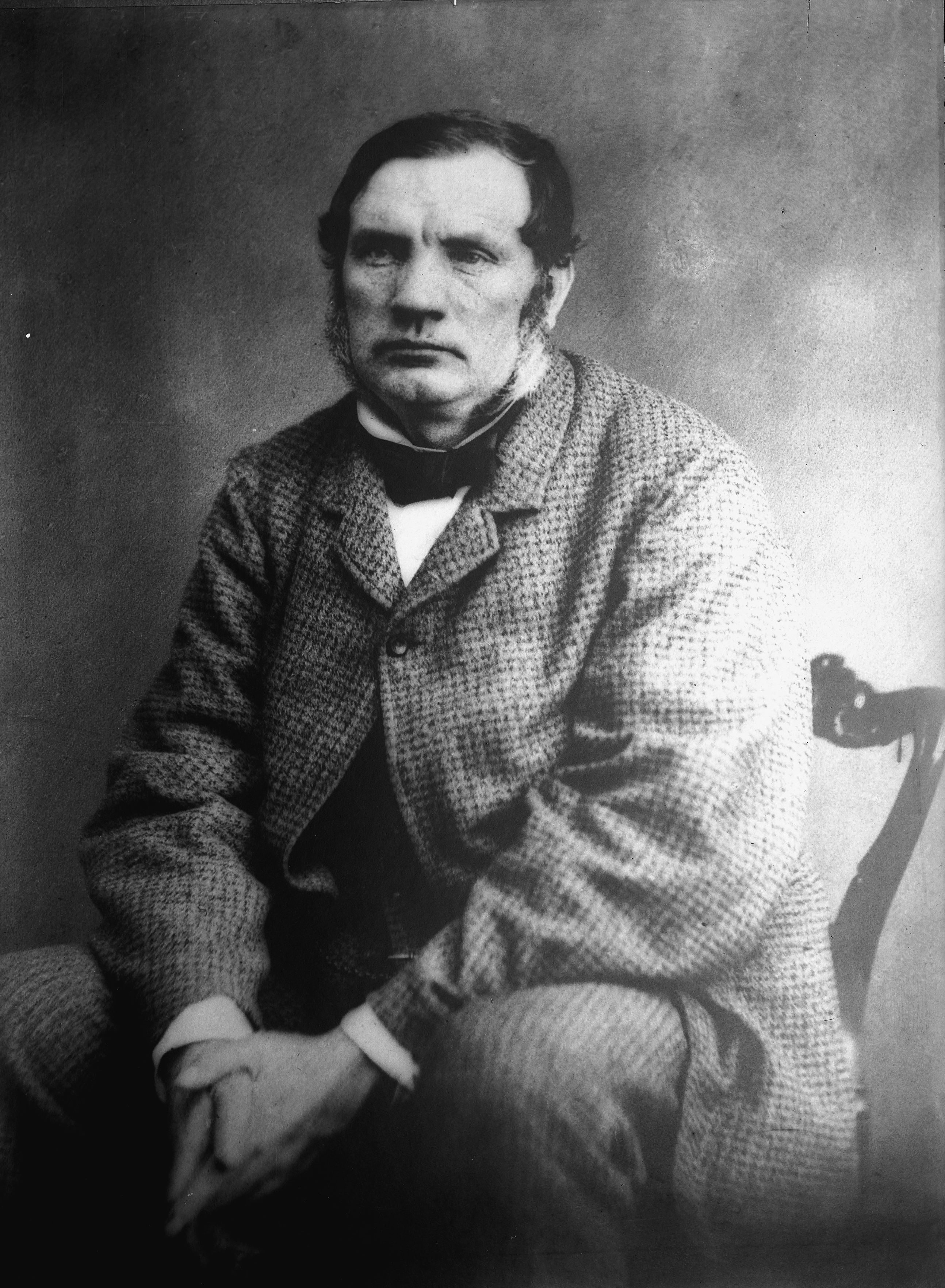
Donald McLean um 1870

Sir Donald McLean KCMG (* 25. Oktober 1820 in Tiree, Schottland; † 5. Januar 1877 in Napier in Neuseeland) war ein schottisch-gebürtiger neuseeländischer Politiker, Administrator, Minister für Māori-Angelegenheiten und Minister für Verteidigung.

## Frühen Jahre
Donald McLean wurde am 25. Oktober 1820 als dritter Sohn von John McLean of Kilmaluaig und seiner Frau Margrette, geborene McColl, auf der Insel Tiree der Inneren Hebriden in Schottland geboren. Sein Vater war ein Tacksman, der Land vom Duke of Argyll angemietet hatte und bewirtschaftete. Als sein Vater das Land verlor und starb, war McLean erst 11 Jahre alt und wurde von der Familie seiner Mutter erzogen. Sein Onkel Donald McColl, ein Pastor der Presbyterian Church, bildete ihn aus. McLean studierte Geschichte, Literatur und Theologie bis 1838. Er war gerade 18 Jahre alt, als er mit einem Cousin (Vetter) Schottland verließ, um in Australien sein Glück zu suchen.

## Neuseeland
Sie erreichten Sydney im April 1839. McLean blieb einige Monate in New South Wales, setzte dann aber 1840 nach Neuseeland über, um dort als Agent für die Holzhandelsfirma Abercrombie & Company zu arbeiten. Er erkannte schnell, dass die Kenntnisse und das Verständnis über die Kultur der Māori hilfreich und wertvoll sein könnte. So lernte er schnell ihre Sprache zu sprechen und ihre Kultur zu verstehen.
1843 fiel er mit seinem Wissen und seinen Fähigkeiten dem Colonial Secretary Andrew Sinclair auf, der ihn dem Gouverneur Robert FitzRoy empfahl. FitzRoy gab ihm im April 1844 einen Job im Büro des Protector of Aborigines, in dem McLean im Juni 1844 zum sogenannten Subprotector für die Region Taranaki aufstieg und im August Landansprüche der New Zealand Company in der Gegend um New Plymouth untersuchte. Wegen seiner Fähigkeiten wurde McLean mehr und mehr zum Schlichten von Konflikten gerufen. Im Januar 1845 reiste er beispielsweise mit einer großen Gruppe Māori nach Wanganui um einen Disput zwischen zwei Māori-Iwi (Stämmen) zu schlichten. Weitere Aufträge dieser Art folgten.

## Familie
Am 28. August 1851 heiratete McLean Susan Strang, Tochter eines Beamten am Supreme Court in Wellington. Nachdem seine Frau im November 1853 bei der Geburt ihres Sohns Douglas gestorben war, zog McLean nach Auckland. Im September 1859 wurde er krank und verließ Neuseeland um sich im England behandeln zu lassen. Ab 1862 lebte er auf seinem Landsitz Maraekakaho in der Region Hawke’s Bay. Ein Jahr später kamen seine beiden Schwestern Catherine und Annabella nach Neuseeland um sich um seinen Sohn Douglas kümmern zu können.

## Karriere
Als Gouverneur George Edward Grey 1846 das Büro Protector of Aborigines schließen ließ, behielt er McLean und machte ihn zum Polizei-Inspektor für die Region Taranaki. Von nun an begann McLeans steile Karriere. Er wurde zum Experten in Landfragen und Landverkäufen zwischen den Māori und der Regierung und wurde weiterhin auch in Konfliktsituationen zwischen Māori und Pākehā als Schlichter bemüht. Die Regierung beauftragte ihn mit Landkäufen von Māori-Land und beförderte ihn zum Chief Native Land Purchase Commissioner (Chefbeauftragter für Māori-Land-Käufe). Im August 1856 wurde er zum Leiter des Native Affairs Department berufen.
In 1861 zog sich McLean kurzfristig von Regierungsaufgaben zurück, um in Hawke's Bay eigene Ländereien und seinen Landsitz Maraekakaho aufzubauen und profitable zu bewirtschaften, behielt aber seinen Job im Land Purchase Department. Während dieser Zeit engagierte er sich in der Lokalpolitik und wurde am 4. März 1863 zum Superintendent der Provinz Hawke's Bay gewählt. Als Mitte 1863 der Waikatokrieg um die Waitara-Landkäufe beginnt, wurde McLean, da er die Käufe unterstützte, zum General Government Agent berufen. Nachdem Gouverneur Grey 1864 den Kauf der Waitara-Ländereien aufgegeben hatte, konnte auch der Krieg um diese beendet werden. 1865 wurde das Land Purchase Department aufgelöst, womit auch McLean seinen Job als Leiter des Departments verlor. Doch schnell folgte im März 1865 seine Berufung zum Government Agent für die Ostküste mit der Aufgabe, Aufstände der Māori und die Pai Marire-Bewegung zu beenden. 1866 gewann McLean den Wahlkreis Hawke’s Bay und wurde Mitglied des House of Representatives.
Als im Juli 1868 der Rebell Te Kooti von den Chatham Islands flüchtete, um mit Gefolgsleuten gegen die Regierung zu kämpfen, wurde McLean beauftragt Te Kooti zu fangen und seine Gruppe unschädlich zu machen. Doch Dissens mit der Regierung führte schließlich im März 1869 zu McLeans Entlassung als Government Agent. Durch eine für ihn glückliche Fügung übernahm William Fox im Juni 1869 die Regierungsgeschäfte und berief ihn ins Kabinett. McLean wurde unter Fox Minister of Native Affairs und Minister of Defence, behielt diese Positionen auch als im April 1873 Julius Vogel Premierminister wurde.
Als sich 1876 McLeans Gesundheitszustand verschlechterte, trat er im Dezember des Jahres von seinen Ministerposten zurück und zog sich zurück nach Hawke's Bay, wo er am 5. Januar 1877 im Alter von nur 56 Jahren verstarb.

## Ehrungen
Im Juli 1874 wurde Donald McLean der K.C.M.G. verliehen und durfte sich für die letzten drei Jahre seines Lebens Sir Donald McLean nennen.

## Dokumente
Die Alexander Turnbull Library, die Teil der National Library of New Zealand in Wellington ist, besitzt eine Sammlung von über 14.500 Briefen, die Donald McLean während seines Schaffens erhielt, rund 3.000 Briefe davon stammen von Māori. Die meisten dieser Briefe liegen in digitalisierter Form vor und können Online eingesehen werden.